# La Xerea
La Xerea o Xarea es un barrio de la ciudad de Valencia (España), perteneciente al distrito de Ciutat Vella y la comarca Huerta Norte. Está situado en el centro de la ciudad y limita al norte con Trinidad, al este con El Pla del Real, al sur con San Francisco y El Pla del Remei y al oeste con La Seu, Valencia. Su población total hasta 2023 era 4002 habitantes.
El nombre del barrio, Xerea, es un topónimo árabe que deriva de la palabra sharía, que significa ‘vía o ley islámica’, pero también ‘vía de salida de la ciudad, afueras' o 'arrabal’. Este barrio fue integrado al distrito tras la construcción de la muralla del siglo XIV. La puerta de la muralla árabe que miraba hacia este arrabal se denominaba Bab al-Xaria, nombre que evolucionará hasta dar lugar al actual nombre del barrio.

## Población
Según el padrón municipal, en 1991 la población era de 4057. En cambio, en 2013 la población era de 3891 habitantes, por lo que se muestra una bajada de nivel demográfico en el barrio. Desde esa fecha hasta 2015 (3855 habitantes) se vivió una pérdida de población. Sin embargo, a partir de los siguientes años, se ha vivido una recuperación en la densidad poblacional, contando en 2023 con cifras similares a 1991 (4002 habitantes).
En cuanto a la clasificación por grupos, en cuestión de género, actualmente hay más mujeres (2133) que hombres (1869) y de edad, el más numeroso es el formado por habitantes de entre 55-59 años (316), seguido del de 50-54 (304) y, en tercer lugar, el grupo de entre 60-64 (289).
|         | Total | 0-15 | 16-64 | 65-+ |
| ------- | ----- | ---- | ----- | ---- |
| Total   | 4002  | 500  | 2554  | 948  |
| Hombres | 1869  | 264  | 1229  | 376  |
| Mujeres | 2133  | 236  | 1325  | 572  |

| Total                                              |       |
| -------------------------------------------------- | ----- |
| Relación de masculinidad                           | 87.6  |
| Edad promedio                                      | 46.2  |
| Índice de envejecimiento                           | 189.6 |
| Índice de sobrenvejecimiento                       | 17.7  |
| Índice demográfico de dependencia                  | 56.7  |
| Índice de estructura de la población activa        | 123.1 |
| Índice de reemplazo de la población en edad activa | 140.0 |
| Razón de progresividad demográfica                 | 97.8  |
| Porcentaje de población extranjera                 | 17.5  |

#### Actividad Económica
El barrio la Xerea, siendo parte del distrito de Ciutat Vella, concentra entre el 10% y el 40% de la actividad comercial y de servicios de la ciudad. En esta zona, el sector terciario es el sector dominante, con 1941 personas habitantes del barrio dedicadas a él. El 57’7% (1119) de ellos se dedican a las actividades financieras, seguros y servicios prestados a empresas y alquileres. El 25’6% (496) se dedica al comercio, restaurantes, hostelería y reparaciones. De esta actividad económica, el turismo puede dividirse según el tipo de propietario, entre particulares (1.583) y empresas/organizaciones (604) de un total de 2.187. El 1’5% (menos de 50 personas) trabajan en el transporte y el resto se dedica a la realización de otros servicios.
Otras 559 personas se dedican a la realización de actividades profesionales relacionadas con la actividad agraria, las industrias manufactureras, las industrias pesadas y de comunicación, construcción, finanzas, comercio y otros servicios, siendo la actividad profesional relacionada con las finanzas la predominante (59’4%).
Por último, un total de 149 se dedican al sector secundario en el barrio. El 45% se dedican a la energía y el agua; el 40’9%, a industrias manufactureras; y el 14’1% restante, en la industria transformadora de metales, la mecánica de precisión.
Se puede concluir que este es un barrio dedicado principalmente al mundo financiero y comercial y de restauración en segunda instancia.

### Urbanidad
La zona consta de un suelo urbano consolidado, excepto algunas parcelas sin edificios. Su superficie, salvo por el desnivel entre la calle José Iturbi y Tetuán, es totalmente plana. La Xerea cuenta con una gran cantidad de bienes inmuebles antiguos debido a que es una de las pocas zonas que conserva la preservación arquitectónica del casco antiguo. Alrededor de unos 750 edificios datan de los años 60 y 80, seguido de más de 400 bienes de los años 20 y 40 y con menos de 100 edificios de los últimos 10 años.Por otro lado, también se mantienen presentes las zonas verdes de jardines y patios entre las construcciones.
En 1992 se crea el Plan Especial de Protección y reforma Interior del Barrio de la Seu-Xerea (PEPRI), promovido por el Colegio Oficial de Ingenieros de Caminos. Su objetivo es mantener la trama urbana histórica por medio de la conservación de los planos hechos por Antonio Mancelli y del Padre Tosca para preservar cualquier elemento arquitectónico digno de ser protegido.Posteriormente, el distrito Ciutat Vella fue declarado Bien de Interés Cultural por la Generalitat Valenciana en 1993. 
Los edificios actuales se encuentran en un estado bastante degradado gracias a las traseras de las edificaciones y, a excepción de los refugios antiaéreos de la guerra civil, carecen de interés arquitectónico. Asimismo, las instalaciones que corresponden a servicios habituales urbanos precisan de una actualización para cumplir con la normativa vigente. 
Como parte del proyecto de reforma del barrio, el edificio de la calle Espada 8, utilizado actualmente como centro de transformación, debido a su grado de conservación y las malas condiciones en las que se encuentra, será demolido tras el traslado del centro. Por otro lado, no se plantea desarrollar viviendas de protección oficial hasta el momento. Su última modificación fue hasta 2003, donde se buscaba delimitar el área de acción del PEPRI. 
Debido al auge del sector terciario, en 2020 se aprobó el Plan Especial de Protección de Ciutat Vella, que tiene como objetivo evitar la terciarización en los barrios más destacados, entre ellos la Xerea. Este plan surgió principalmente por dos cuestiones, la primera por la masificación del turismo en la zona, y por otra parte por la proliferación de actividades relacionadas con el diseño. Se busca respetar estas actividades mientras se impulsan otros servicios y conseguir así que el impulso del turismo no perjudique las necesidades de los residentes.Dentro de las medidas se encuentra la prohibición de viviendas para usos hoteleros temporales y permanentes. No obstante, a largo plazo se podrán implantar nuevas viviendas turísticas temporales.
| 1991  | 1996  | 2001  | 2013  | 2014  | 2015  | 2016  | 2017  | 2018  | 2019  | 2020  | 2021 | 2022  | 2023  |
| ----- | ----- | ----- | ----- | ----- | ----- | ----- | ----- | ----- | ----- | ----- | ---- | ----- | ----- |
| 4.057 | 3.861 | 3.789 | 3.891 | 2.866 | 3.857 | 3.879 | 3.885 | 3.889 | 3.908 | 3.966 | 3959 | 3.956 | 4.002 |

## Geografía
La Xerea (en época musulmana era denominada Exedrea) está situada en el casco antiguo de la ciudad, conformando uno de los barrios del distrito de Ciudad Vieja junto al de La Seu, El Carmen, El Pilar, El Mercado y San Francisco. El Ayuntamiento de Valencia clasifica este barrio con el código 1.2.Inicialmente, el distrito forastero de la Xerea era un terreno que consistía en un triángulo hecho por la plaza de la Congregación, puente del Mar y el Temple.
Tal y como se observa en el cartograma elaborado por el Ayuntamiento de Valencia, La Xerea limita con el barrio de La Seu al oeste y el de San Francisc al sur. En la parte este, limita con el actual Jardín del Turia, estableciendo así conexión con los distritos de La Zaidía y el Pla del Real a través de los puentes del Real y de la Exposición. Como fue un pequeño arrabal islámico, el barrio es una concentración de callejones y azucachs.
El plano de calles muestra que el barrio está conformado por los siguientes puntos clave: la plaza del Poeta Llorente (antiguamente plaza de los Trinitarios), la plaza del Temple, el paseo de la Ciudadela, la plaza de la Puerta de la Mar, la plaza de Tetuán y los Jardines de la Glorieta (pero no la plaza de Alfonso el Magnánimo o el Parterre). Entre sus calles destacan la de la Olivereta, Bonaire, Pintor Sorolla, Marqués de Dos Aguas, la calle de la Mar, del Gobernador Viejo, Avellanas, del Palacio, del Almirante y Trinitarios.
Partiendo de la plaza del Temple aparecen hasta el día de hoy, con su mismo trazado, las vías que derivan de la antigua calle de la Xarea (con sus posteriores variantes de José Iturbi, Sant Bult, Poeta Liern y Bretón de los Herreros) y la del Gobernador Viejo, arqueadas a causa de sus antecedentes como recorrido exterior de la muralla musulmana de Valencia, antes de la Conquista.
Las dos calles más bulliciosas debido a la cantidad de tiendas, restaurantes y edificios modernistas presentes son la calle Poeta Querol y Calle de la Paz.
- Calle Poeta Querol: aquí se encuentra el Palacio del Marqués de Dos Aguas, la iglesia de San Juan de la Cruz y el Museo Nacional de Cerámica y Artes.[20]

- 'Calle de la Paz': limita con la calle Poeta Querol y la calle de San Vicente Mártir. Une la plaza de la Reina con los Jardines de la Glorieta y la plaza de Alfonso el Magnánimo. Al principio fue llamada calle Peris y Valero, en homenaje a su fundador. Su reforma en el siglo XX atrajo a las clases burguesas, que eligieron este lugar y el Ensanche de Colón para construir sus residencias, por lo que hay un elevado número de casas y palacios de estilo modernista valenciano como el de la Casa Sancho.[21]

## Historia
El barrio, uno de los más antiguos de la ciudad, se encuentra en el casco antiguo de Valencia, el este de la antigua Valentia romana, fundada en 138 a. C. siendo cónsul romano Décimo Junio Bruto.
Hasta mediados del siglo XIV el barrio era un arrabal extramuros de la muralla árabe de Valencia, también conocido como al-Musalla (ermita musulmana extramuros). Además del poblado, este barrio durante la época islámica estuvo ocupado por una "musallá" (oratorio en el exterior), una mezquita, un cementerio, huertas y molinos, lo que concluye que era un espacio no urbanizado.Este cementerio fue localizado en 1995 debido a una intervención arqueológica en la calle Conde de Mortonés, 8. La transformación de la antigua musallá a un barrio intramuros fue debido al incremento de la población y la construcción de arrabales fuera del muro.
Una de las puertas de la muralla árabe de Valencia se denominaba Bab al-Ŝaria en razón de este arrabal. La puerta, también llamada Bab Al-Xaria o Bab ash-Shari'a, Puerta de la Ley (Puerta de la Xerea) o Puerta Este, está ubicada en la actual plaza de San Vicente Ferrer.
La construcción en 1356 de la nueva muralla del rey de Aragón Pedro IV el Ceremonioso, que abarcaba una superficie mucho mayor que la anterior, integró el barrio en la ciudad. No obstante, las murallas musulmanas no fueron destruidas, sino que fueron convertidas en una segunda barrera defensiva. El barrio se ha denominado también de Sant Bult en razón a la imagen de Cristo Crucificado allí venerada, que es una de las más antiguas de la ciudad. El Cristo de Sant Bult, desde que fue descubierto en 1238 por un albañil, se convirtió en el santo y patrón del barrio. Se le ha rendido homenaje y devoción desde entonces y hasta el día de hoy, siendo considerada la "fiesta más antigua de la ciudad de Valencia".
Después de la conquista a los musulmanes, el rey Jaime I hizo entrega a los caballeros cristianos de las casas y los terrenos que rodeaban a la Puerta de la Xerea a la Orden de San Juan del Hospital, "los Hospitalarios", que levantarían edificios como la Iglesia de San Juan del Hospital (erigida donde anteriormente había una mezquita) con el objetivo de erradicar con los símbolos de la religión musulmana e introducir en la ciudad el cristianismo.  Tras la conquista cristiana, en el barrio de la Xerea quedaron ubicados los musulmanes que, por deseo del rey don Jaime, permanecieron en Valencia y se convirtió así en la Morería de la ciudad.
Debido a que el trazado de las calles no se consideró acorde con el estilo de vida cristiano, se proclamaron diversas disposiciones para nuevas construcciones para eliminar los atzucats y los trazados medievales, aunque sin mayor éxito. 
A partir del siglo XIII, el barrio comenzó con la urbanización, concentrándose en la zona más cercana al valle, donde se instalaron negocios como carnicerías y herrerías, siendo estas primeras las más destacadas en la densa red de mercado urbano de Valencia en la Edad Media gracias a la alta demanda de carne de la población, tanto las clases populares como la nobleza. De hecho, Jaime I concedió el dominio de las Carnicerías Mayores (que actualmente consideramos como la Plaza Redonda) a Guillem Cardona y sus asociados. Sin embargo, fueron abandonadas a partir de 1336.
Durante el siglo XVI se construyeron varios edificios relacionados con la religión mientras que la población aumentaba exponencialmente. Con un desarrollo predominante hacia el este, la calle del Mar que se convierte en el eje principal, que sufrió una transformación masiva debido a la expulsión de los judíos de la zona de la Xarea. Posteriormente se construyeron el colegio del Corpus Christi, el colegio de Santo Tomás de Villanueva, la Nau de la Universidad de Valencia. y el hospital de estudiantes pobres, manteniendo su configuración medieval. 
En la segunda mitad del siglo XIX, gracias a la caída de las murallas, la ciudad comenzó a experimentar la expansión con un moderno barrio burgués con casas suntuosas y que se prolongaba indefinidamente. La burguesía, que anteriormente vivía en los barrios intramuros como la Xerea, comenzó a trasladarse a estas nuevas áreas urbanas más modernas. Sin embargo, también se inició el proceso de castellanización familiar que interrumpía la transmisión del valenciano. 

## Fiestas: Sant Bult
Según cuenta la leyenda la imagen del Cristo de Sant Bult fue hallado durante la Conquista de la Ciudad de Valencia en 1238 en un pozo en las Caballerías del Rey Jaime I. Se cree que fue tallada en el siglo XIII y que era transportada para campañas militares. Esta es una imagen románica, de un cristo de campaña de reducidas dimensiones que recoge la idea del Cristo en majestad. Fue donada por un albañil, Manuel Navarro, al barrio de la Xerea donde, desde entonces por la Pascua Florida se le rinde honores en la conocida como "fiesta actual más antigua del Cap i Casal". En Italia la imagen era conocida como «Sancto Vultu Christi», el cuerpo de Cristo o rostro (vultus) de Cristo. Este nombre ha ido evolucionando hasta acabar siendo, en la lengua valenciana, Sant Bult.
Las fiestas marcaban el calendario de la ciudad foral de Valencia. Entre las que destacaba, especialmente, la de Sant Bult la cual se mantuvo fiel al esquema típico de les festes de carrer valencianas combinando su espíritu religioso con aspectos de carácter más lúdico y cívico. La imagen de Sant Bult fue teniendo altares en diferentes iglesias de la ciudad, como en la Seu valenciana, donde era la imagen patrona de los sacristanes de la Catedral, o en la iglesia de San Juan del Hospital, donde en el siglo XVI se le impuso la Cruz de Malta, aunque también estuvo en las iglesias de San Esteban y el Temple. Actualmente y con ocasión de las fiestas, la imagen se guarda durante una noche en la parroquia de Santo Tomás y San Felipe Neri.
La Asociación del Sant Bult se mantuvo hasta 1951, cuando, desde la misma, se fundó el Hogar- Escuela Sant Bult con la finalidad de crear una sede social entorno de la imagen y de la fiesta, al tiempo de potenciar su consolidación como el centro sociocultural y educativo del barrio. A diferencia de la Asociación, cuyos esfuerzos están exclusivamente enfocados en las fiestas, tanto el Hogar como la Escuela buscan abrir un espacio cívico en el barrio por medio de actividades culturales y deportivas y para asegurar la educación y el cuidado de los niños, cuyo motivo está arraigado a la situación precaria que trajo la posguerra al barrio. En el año 2000 concluía un proceso de adaptación, iniciado por la Junta de Clavarios (antigua asociación de Sant Bult) con la llegada de la transición, por el cual se permitía la entrada de las mujeres en dicha junta.
Los actos de celebración se realizan la primera semana de junio, intensificándose el fin de semana. Es el fin de semana cuando se incrementan los actos y se llevan a cabo procesiones, en las que Sant Bult recorre hasta tres veces las calles del barrio.
El sábado por la tarde se realiza el primer traslado, de la Sede Social a la iglesia de Santo Tomás y San Felipe Neri. A la mañana siguiente se celebra un pasacalle y posterior ofrenda a la imagen del Cristo, para luego pasar a la celebración de una misa a las 12 horas. En 2017 las fiestas fueron declaradas como Fiesta de Interés Turístico Local de la Comunidad Valenciana. 
Puesto que la talla no puede permanecer (por razones y curiosidades históricas) un día completo dentro de cualquier templo parroquial, justo al cumplirse 23 horas de su llegada a la iglesia de Santo Tomás y San Felipe Neri, la talla vuelve a salir en procesión, cumpliéndose así la tradición.
Esta tercera procesión se celebra por todas las calles del barrio La Xerea. De hecho, en ocasiones, el cortejo se separa para que la talla acceda a callejones y calles sin salida para que todos puedan ver a su Cristo. A la procesión le seguirá una dançà antes de que se posicione a la imagen de Sant Bult en un altar que es instalado en la plaza del patrón de La Xerea. Allí permanecerá hasta el lunes a medianoche.
La talla vuelve después de las celebraciones a la Sede Social y espera allí la llegada del año siguiente para volver a salir a las calles de La Xerea.El 9 de enero de 2023, la Conselleria de Educación, Cultura y Deporte ha publicado una resolución donde declara que las fiestas de Sant Bult es un Bien de Relevancia Local Inmaterial.

## Patrimonio
- La Nau de la Universidad de Valencia. Es el Centro Cultural de la Universidad de Valencia y la sede institucional del Rectorado. Este es un edificio histórico y de arquitectura neoclásica, declarado Bien de Interés Cultural en 1981, siendo la construcción más antigua de la Universidad de Valencia. Pere Compte fue el encargado de la remodelación a finales del siglo XV para crear un edificio que agrupara todos los estudios impartidos en un Estudio General. Dentro de la Nau destacan las siguientes salas: el Claustro, el Paraninfo, el Aula Magna, la Capilla de la Sabiduría y la Sala Matilde Salvador.[39]
- Palacio del Marqués de Dos Aguas: Palacio rococó que se remonta al siglo XVIII, propiedad de la familia Rabassa de Perellós, quienes portaban el título de marqués de Dos Aguas. Previamente era una casa solariega que fue renovada por el tercer marqués y reformada a lo largo del siglo XIX.[40] La representación de los dos caudales de agua de la puerta principal hace alusión al río Túria y Júcar.[41]En 1941 fue declarada como Monumento Histórico-Artístico y posteriormente fue adquirido por el Ministerio de Educación, el cual ubicó el Museo Nacional de Cerámica en el palacio. Actualmente está abierto al público.[40]
- Palacio de Cervellón: Situado en la plaza de Tetuán, fue residencia de reyes y personajes ilustres durante el siglo XIX. Aquí se encuentra la exposición del archivo municipal y sus colecciones pictóricas.[42]
- Palacio de los Boil de Arenós: También conocido como Casa del señor de Bétera, fue construida en el siglo XVIII, época en que el barrio estaba dotado de varias residencias para la nobleza local. [43]En sus orígenes perteneció a la familia Boïl y Vives de Canyamás, barones de Bétera,[44]y se cree que en este palacio Jaime I estableció su dominio sobre la ciudad y donde reunió las primeras Cortes. [45]Es un palacio gótico que albergó la sede de la Bolsa de Valencia desde su rehabilitación en 1980. Sin embargo, en 2021 fue devuelta a la Generalitat Valenciana con el objetivo de convertir el conjunto patrimonial en nueva sede para el Instituto Valenciano de Finanzas (IVF). [46]
- Casa del Almirante: Ubicado en la calle de la Pau, 14, es uno de los ejemplos más intactos de los palacios valencianos señoriales [47]y considerado la obra más importante de la arquitectura gótica en Valencia. [48]Sede de la Conselleria de Economía y Hacienda de la Generalidad Valenciana[49]desde 1985. Además, durante el proceso de restauración para la sede, se recuperó un artesonado gótico decorado con motivos heráldicos. [50]
- Baños del Almirante: Son unas instalaciones que siguen la estructura de los baños árabes[51] creadas entre 1313 y 1320 en la época cristiana durante el reinado de Jaime II, también denominados "Hammam" (baño de vapor en árabe). Se encuentra dividido en tres espacios diferentes para el agua fría, templada y caliente, y se sitúa junto al Palacio del Almirante, pero poseen accesos independientes. En 1993 fue declarado Bien de Interés Cultual. [52]
- Iglesia de San Juan del Hospital (Valencia): Se empezó a construir en 1238 (año de la Reconquista de Valencia) sobre la antigua mezquita del barrio, siendo la iglesia más antigua de Valencia. Fue creada por deseo de Jaime I y dirigida por la Orden de San Juan de Jerusalén en agradecimiento por su participación militar en la Reconquista. Su trazado original y apariencia medieval no ha sido alterada, siendo un caso excepcional en los conjuntos hospitalarios existentes en Europa. No obstante, parte de su arquitectura está influencia por las épocas románica, árabe, gótica y barroca. En 1943, fue declarado Monumento Artístico Nacional gracias a Elías Tormo y otros intelectuales valencianos en una serie de protestas.[53]
- Palacio Monasterio del Temple: Es un conjunto formado por el convento, el colegio y la iglesia de la Orden de Montesa, cuyo nombre es en honor a la Orden que la dirigió originalmente, la Orden Templaria. Creado en el siglo XVIII por Miguel Fernández bajo órdenes de Carlos III, con inspiraciones italianas y neoclásicas. [54]Actualmente el convento es la Sede de la Delegación del Gobierno,[55]mientras que la iglesia permanece abierta al público para el culto religioso.
- Convento de Santo Domingo: Creado para los dominicos en 1239 gracias a la concesión de Jaime I, y ampliado en el siglo XVI con la construcción del claustro. Asimismo, es el sepulcro de los marqueses de Cenete. Durante varias ocasiones, el establecimiento ha sido sede para las Cortes Generales del Reino y para eventos como el matrimonio de Felipe III.[56] Actualmente es la Sede de la Capitanía general desde 1835 y está abierto al público para visitar las instalaciones.[57]
- Real Colegio Seminario del Corpus Christi. Fundado por San Juan de Ribera entre 1586 y 1604. fue creado como parte de la reforma de la Iglesia Católica, reforzada con el Concilio de Trento. El seminario se creó con el objetivo de que los sacerdotes elegidos por Juan de Ribera estuvieran preparados desde la filosofía y la teología, que poco a poco terminó siendo un Colegio Mayor, equiparable con la Universidad de Valencia.[58]Declarado en 1962 como Monumento Histórico-Artístico Nacional. Su archivo conserva documentación del siglo XIV hasta la actualidad.[59]
- Iglesia de San Esteban (Valencia). Una de las parroquias clásicas de la ciudad. Fue construida en el solar de una antigua mezquita. La estructura es originalmente gótica y fue recubierta con sucesivas decoraciones barrocas durante el siglo XVII.[60]El detalle principal de la Iglesia es la pila bautismal, denominada "Pila de San Vicente" ya que aquí fue bautizado San Vicente Ferrer y San Luis Beltrán, así como la hija de Lope de Vega. [61]Por ello, cada año se celebra con una evocación para Sant Vicent.[15]
- Iglesia de San Juan de la Cruz. Previamente fue la iglesia parroquial de San Andrés, siendo una de las primeras fundaciones cristianas en tiempos de la Reconquista (1602-1615) y el reinado de Jaime I, erigida sobre una mezquita.[62]El actual templo fue iniciado por Alonso Orts en 1608. En cuanto a su diseño arquitectónico, destacan los zócalos de cerámica de las capillas. Los retablos desaparecieron en la guerra civil española.[63]
- Iglesia del Santísimo Cristo del Salvador. Ubicada en la calle de los Trinitarios, es una iglesia gótica con dos peculiaridades: la primera, que por detrás está el único campanario de estructura románica de Valencia. La segunda, que la tradición relata que una imagen de Cristo que llegó flotando por las aguas del río Turia,[15]y que fue depositado en la antigua ermita de San Jaime. Construida sobre una antigua mezquita, la ermita fue ampliada y dio origen a la Iglesia del Salvador. [64]En noviembre de 2023, durante una misa conmemorativa, fue presidida por primera vez por el arzobispo de Valencia, Enrique Benavent, a quien otorgaron la Medalla de la Real Archicofradía y Hermandad del Santísimo Cristo del Salvador, entidad que organiza las fiestas. [65]

## Administración
La Xerea es un barrio de la ciudad de Valencia y como consecuente sus administraciones son las del propio ayuntamiento de la ciudad.
En las elecciones municipales de 2023 participaron 2874 personas del barrio y la candidatura más votada fue la del Partido Popular (1327), seguida por VOX (395) y Compromís: Acord per Guanyar (291). En cuanto a la participación de la ciudadanía en estas elecciones se registraron: 16 votos en blanco, 15 votos nulos, 2.314 votos a candidaturas y 560 abstenciones.
En las elecciones autonómicas de 2023 participaron 2838 personas del barrio y la candidatura más votada fue de nuevo el Partido Popular (1280), seguido de VOX (448) y posteriormente PSOE (246). En estas elecciones se registraron: 18 votos en blanco, 9 votos nulos, 2.292 votos a candidaturas y 546 abstenciones.
Por último, en las elecciones generales de 2023 hubo una participación de 2843 personas del barrio. El Partido Popular (1284) fue también la candidatura más votada, seguida de VOX (494) y el PSOE (303). Los ciudadanos participaron con 21 votos en blanco, 10 votos nulos, 2.351 votos a candidaturas y 492 abstenciones.
| Candidatura                              | N.º de votos |
| ---------------------------------------- | ------------ |
| PP (Partido Popular)                     | 1284         |
| VOX                                      | 494          |
| PSOE (Partido Socialista Obrero Español) | 303          |
| COMPROMÍS-SUMAR                          | 225          |
| FRENTE OBRERO                            | 3            |
| Partido Animalista Con el Medio Ambiente | 3            |
| Por un Mundo Más Justo                   | 3            |
| ESTAT VALENCIÀ DEL BENESTAR              | 2            |
| FALANGE ESPAÑOLA DE LAS JONS             | 2            |

| Candidatura                                         | N.º de votos |
| --------------------------------------------------- | ------------ |
| PP (Partido Popular)                                | 1280         |
| VOX                                                 | 448          |
| PSOE (Partido Socialista Obrero Español)            | 246          |
| COMPROMÍS: MÉS-INICIATIVA-VERDSEQUO                 | 165          |
| UNIDES PODEM-ESQUERRA UNIDA                         | 69           |
| CIUDADANOS-PARTIDO DE LA CIUDADANIA                 | 41           |
| PACMA (Partido Animalista con el Medio Ambiente)    | 6            |
| Partido Comunista de los Pueblos de España          | 3            |
| POR UN MUNDO MAS JUSTO                              | 3            |
| DECIDIX                                             | 1            |
| ESCAÑOS EN BLANCO PARA DEJAR ESCAÑOS VACÍOS         | 1            |
| ESQUERRA REPUBLICANA DEL PAÍS VALENCIÀ              | 1            |
| REPÚBLICA VALENCIANA / PARTIT VALENCIANISTE EUROPEU | 1            |
| ALIANZA POR EL COMERCIO Y LA VIVIENDA               | 0            |
| COALICIÓ UNITS                                      | 0            |
| Recortes Cero                                       | 0            |

| Candidatura                                              | N.º de votos |
| -------------------------------------------------------- | ------------ |
| PP (Partido Popular)                                     | 1327         |
| VOX                                                      | 395          |
| COMPROMÍS PER VALÈNCIA: ACORD PER GUANYAR                | 291          |
| PSOE (Partido Socialista Obrero Español)                 | 159          |
| CIUDADANOS-PARTIDO DE LA CIUDANANIA                      | 61           |
| UNIDES PODEM-ESQUERRA UNIDA                              | 27           |
| PACMA (Partido Animalista con el Medio Ambiente)         | 5            |
| POR UN MUNDO MAS JUSTO                                   | 5            |
| VALENCIA UNIDA                                           | 5            |
| FALANGE ESPAÑOLA DE LA JONS                              | 3            |
| Partido Comunista de los Pueblos de España               | 2            |
| ACTUANDO CONTIGO PARTIDO PARA LA SOCIEDAD                | 1            |
| ESCAÑOS EN BLANCO PARA DEJAR ESCAÑOS VACÍOS              | 1            |
| VALENCIA DECIDIX                                         | 1            |
| ESQUERRA REPUBLICANA DEL PAIS VALENCIÀ - ACORD MUNICIPAL | 0            |

## Transporte
- Empresa Municipal de Transportes de Valencia (EMT)). Como este barrio está en el corazón de la ciudad, son muchas las líneas de autobuses que prestan servicio en esta área: 1, 4, 5, 6, 8, 9, 11, 16, 26, 28, 29, 31, 32, 36, 70, 71, 80, 81, 94, 95, C1, N2 y N10.[66][67]

- Ferrocarriles de la Generalidad Valenciana (FGV). La estación de metro más cercana al barrio de la Xerea es la estación de Alameda[68] (3, 5, 7, 9), situada en el antiguo cauce del río Turia. La estación de Alameda tiene un gran valor arquitectónico, ya que fue diseñada por Santiago Calatrava. Su gran luminosidad es gracias a las claraboyas que la conforman.[69]